# لاري لونغ (مغن مؤلف)
لاري لونغ (بالإنجليزية: Larry Long)‏ هو مغن مؤلف أمريكي، ولد في 1951 في دي موين في الولايات المتحدة.